# Савранский, Леонид Валентинович
Савранский Леонид Валентинович (род. 22 февраля 1959, Баку) — советский металлург, промышленный руководитель. Лауреат Премии Совета Министров СССР.

## Биография
Родился 22 февраля 1959 года в городе Баку.
В 1981 году окончил Днепропетровский металлургический институт.
С 1981 года на металлургическом комбинате «Криворожсталь»: в 1981—1990 годах — подручный сталевара, мастер, заместитель начальника, в 1990—1993 годах — начальник конверторного цеха № 2, в 1993—1996 годах — главный инженер производственного управления, в 1995—1998 годах — заместитель коммерческого директора, с 1998 года — заместитель генерального директора по маркетингу.
Руководил монтажом 160-тонных конверторов, автор научных трудов и изобретений.

## Награды
- Премия Совета Министров СССР.